# Union nationale de l'apiculture française
L'Union nationale de l'apiculture française, ou UNAF, est une structure syndicale professionnelle qui représente les apiculteurs en France.

## Missions
L'UNAF représente les apiculteurs qu’ils soient professionnels, pluriactifs ou petits producteurs. Elle se donne pour principales missions :
- Défendre les intérêts économiques de la filière apicole[1]
- Protéger les abeilles et l'environnement[2],[3]
- Sensibiliser le grand public au rôle prépondérant de l’abeille dans les écosystèmes
- Rassembler et représenter les apiculteurs
- Promouvoir les produits de la ruche et défendre leur qualité
- Initier et former de nouveaux apiculteurs

## Historique
Elle a été créée en 1945 afin de construire une structure syndicale unifiée de la profession et de constituer un interlocuteur solide auprès des pouvoirs publics. L’UNAF rassemble alors plusieurs organisations existantes comme le Syndicat des producteurs de miel français (SPMF) et le Syndicat national d'apiculture (SNA), auxquelles s’ajoutent plusieurs associations et syndicats départementaux. Elle adhère à la Confédération générale de l'agriculture et publie tous les mois la Revue française d'apiculture.
Elle regroupe en 2015 environ 100 syndicats départementaux, en métropole et outre-mer, et représente plus de 20 000 apiculteurs.

## Actions de sensibilisation
En 2005 elle lance le programme Abeille, sentinelle de l’environnement, pour sensibiliser le grand public, dont plusieurs villes et régions sont partenaires (par exemple Paris depuis 2015, Béziers, Montpellier, Clermont-Ferrand, Dijon depuis 2013). Dans ce cadre depuis 2009, elle coordonne chaque année les APIdays, journées nationales du programme. Elle est  également à l'origine du label APIcité, qui récompense des collectivités pour leurs actions en faveur des pollinisateurs. 95 collectivités sont labellisées en 2022,.
En 2014, elle participe au lancement du label Bee Friendly, destiné à valoriser l'engagement d'agriculteurs dans la protection des pollinisateurs.

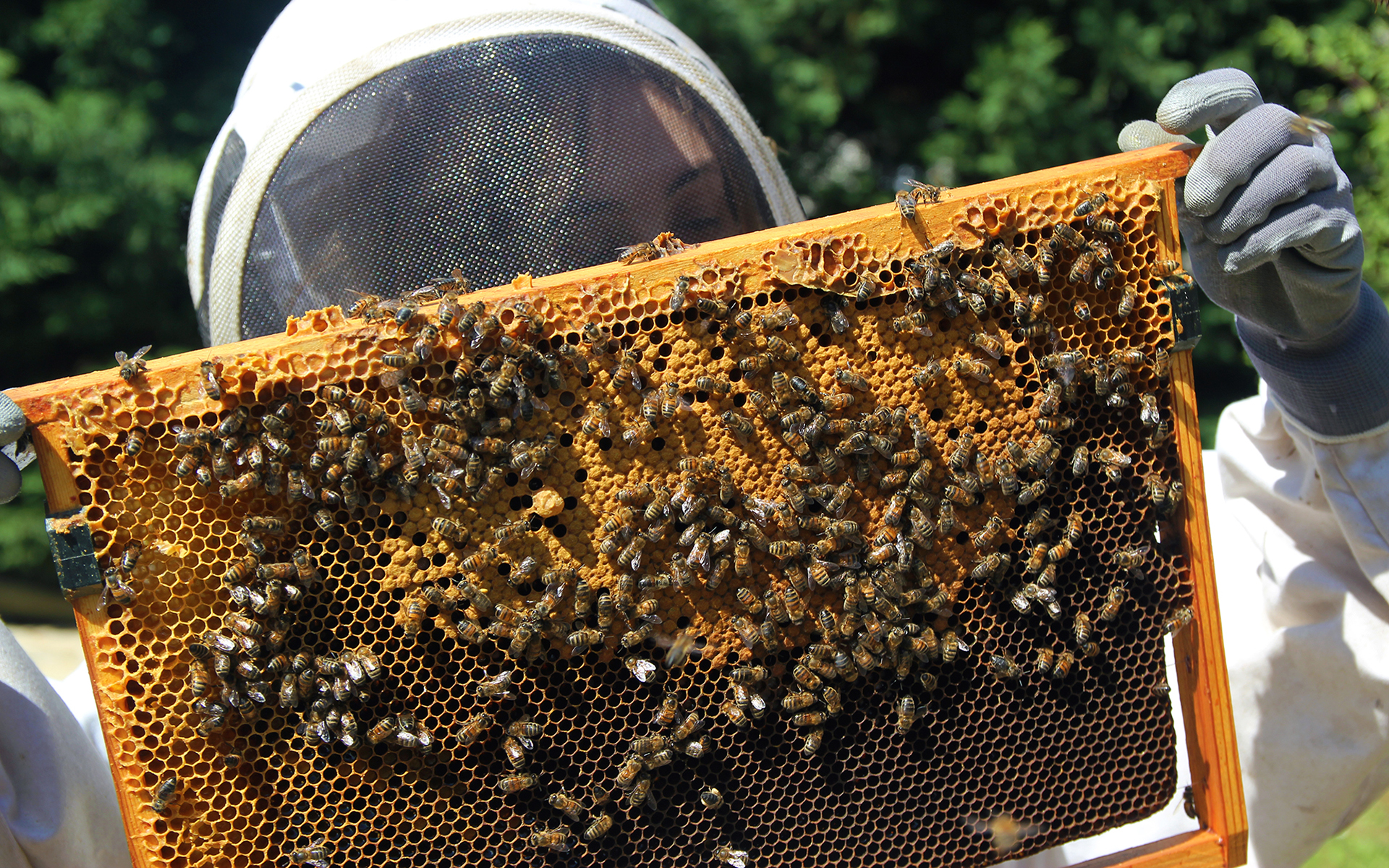
Une apicultrice en combinaison présente une cadre de ruche, avec des abeilles et du couvain.
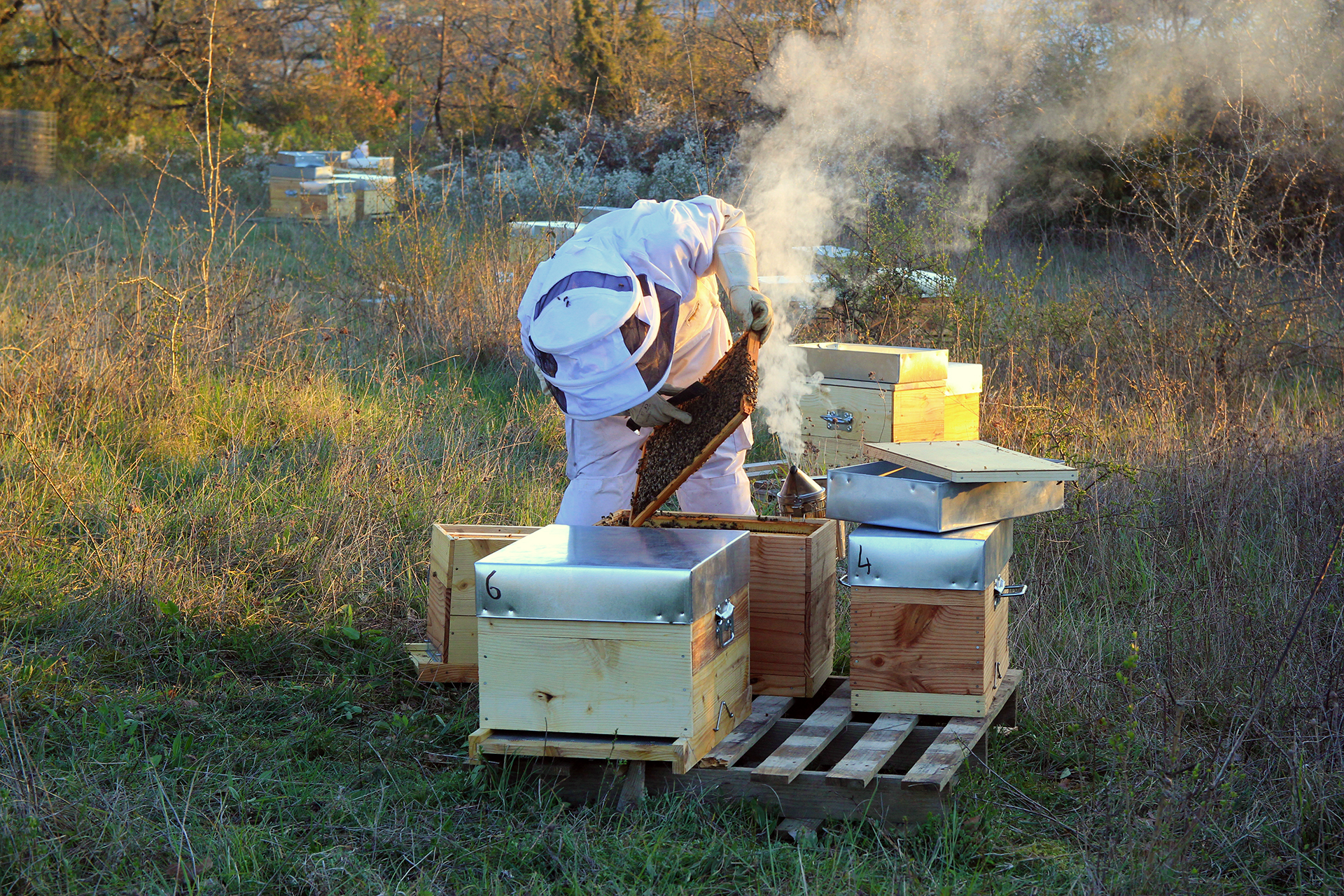
Un rucher avec des ruches Dadant et une ruchette pour accueillir un essaim.

### Liens
- Site officiel
- Notices d'autorité :   - VIAF
  - ISNI
  - BnF (données)
  - IdRef
  - LCCN
  - WorldCat